# Lista das 100 Mulheres (BBC) do ano de 2016
A lista das 100 Mulheres (BBC) do ano de 2016 premiou 100 mulheres por serem inspiradoras e influentes em diversas áreas. A série examina o papel das mulheres no século XXI e inclui eventos em Londres, no México e no Brasil. Assim que a lista é divulgada, é o começo do que é descrito pelo projeto como a "temporada das mulheres da BBC", com duração de três semanas, que inclui a transmissão, relatórios online, debates e criação de conteúdo jornalístico sobre o tópico das mulheres. A lista 100 Mulheres (BBC) é publicada anualmente desde 2013.
Nesta lista encontra-se Alicia Keys, cantora, pianista, compositora, produtora, empresária e atriz norte-americana. O álbum de estreia de Alicia, Songs in A Minor, foi um sucesso comercial, vendendo mais de doze milhões de cópias em todo o mundo. Ela se tornou a nova artista de R&B mais bem sucedida de 2001. Songs in A Minor ganhou cinco Grammy Awards em 2002, tornando Alicia a segunda cantora americana a ganhar cinco Grammys em uma noite. Seu segundo álbum, The Diary of Alicia Keys, foi lançado em 2003, vendendo oito milhões de cópias em todo o mundo e rendendo-lhe mais quatro Grammys em 2005. Seu terceiro álbum de estúdio, As I Am, foi lançado em 2007 e vendeu cinco milhões de cópias em todo o mundo, ganhando mais três Grammys.

| Imagem | Nome                       | Nacionalidade                                | Descrição | Referências |
| ------ | -------------------------- | -------------------------------------------- | --- | ----------- |
|        | Alicia Keys                | Estados Unidos                               | cantora, compositora e atriz norte-americana                                                                 |             |
|        | Aline Mukovi Neema         | República Democrática do Congo               | ativista política                                                                                            |             |
|        | Amna Suleiman              | Estado da Palestina                          | professora                                                                                                   |             |
|        | Amy Roko                   | Arábia Saudita                               | ativista da Arábia Saudita                                                                                   |             |
|        | Asel Sadyrova              | Quirguistão                                  | arqueira do Quirguistão                                                                                      |             |
|        | Ashwaq Moharram            | Iémen                                        | médica e ativista iemenita                                                                                   |             |
|        | Babs Forman                | Reino Unido                                  | maquiadora                                                                                                   |             |
|        | Becci Wain                 | Reino Unido                                  | Ex-automutiladora que está trabalhando com um praticante de camuflagem de pele                               |             |
|        | Carmen Aristegui           | México                                       | jornalista mexicana                                                                                          |             |
|        | Carolina De Oliveira       | Síria                                        | atriz/ativista de saúde mental                                                                               |             |
|        | Cat Hulbert                | Estados Unidos                               | jogadora profissional                                                                                        |             |
|        | Chan Yuen-ting             | China                                        | jogadora e gerente de futebol de Hong Kong                                                                   |             |
|        | Chanira Bajracharya        | Nepal                                        | kumari nepalesa                                                                                              |             |
|        | Churan Zheng               | China                                        | ativista chinesa                                                                                             |             |
|        | Cindy Meston               | Canadá                                       | psicóloga clínico canadense                                                                                  |             |
|        | Conchi Rios                | Espanha                                      | toureira espanhola                                                                                           |             |
|        | Corinne Maier              | França                                       | escritora francesa                                                                                           |             |
|        | Dalia Sabri                | Jordânia                                     | professora de música jordana                                                                                 |             |
|        | Denise Ho                  | Canadá                                       | cantora e atriz Cantopop e ativista de direitos pró-democracia e LGBT de Hong Kong                           |             |
|        | Doaa el-Adl                | Egito                                        | cartunista egípcia                                                                                           |             |
|        | Dwi Handa                  | Indonésia                                    | cantora indonésia                                                                                            |             |
|        | Egge Kande                 | Senegal                                      | Líder comunitária que aconselha meninas sobre educação                                                       |             |
|        | Ellinah Wamukoya           | Essuatíni                                    | bispa suazi                                                                                                  |             |
|        | Erin McKenney              | Estados Unidos                               | ativista americana de direitos humanos                                                                       |             |
|        | Erin Sweeny                | Austrália                                    | psicóloga australiana                                                                                        |             |
|        | Evelyn Miralles            | Venezuela                                    | engenheira principal no CACI International, no Centro Espacial Johnson da NASA em Houston, Texas             |             |
|        | Funke Bucknor-Obruthe      | Nigéria                                      | empreendedora nigeriana                                                                                      |             |
|        | Gcina Mhlophe              | África do Sul                                | contadora de histórias sul-africana                                                                          |             |
|        | Gouri Chindarkar           | Índia                                        | estudante de engenharia de computadores da "School in the Cloud"                                             |             |
|        | Heather Rabbatts           | Reino Unido                                  | executiva de televisão britânica                                                                             |             |
|        | Ieshia Evans               | Estados Unidos                               | enfermeira na Pensilvânia                                                                                    |             |
|        | Isabella Springmuhl Tejada | Guatemala                                    | estilista guatemalteca considerada a primeira estilista com síndrome de Down                                 |             |
|        | Iskra Lawrence             | Reino Unido                                  | modelo británica                                                                                             |             |
|        | Jamilah Lemieux            | Estados Unidos                               | colunista, editora e crítica cultural americana                                                              |             |
|        | Jane Elliott               | Estados Unidos                               | professora americana conhecida por seu exercício "Blue eyes/Brown eyes"                                      |             |
|        | Janet O'Sullivan           | República da Irlanda                         | ativista irlandesa de direitos humanos, organizadora de convenções de ficção científica e feminista          |             |
|        | Jeanette Winterson         | Reino Unido                                  | escritora britânica                                                                                          |             |
|        | Judi Aubel                 | Estados Unidos                               | empreendedora Social americana                                                                               |             |
|        | June Eric-Udorie           | República da Irlanda Reino Unido Nigéria     | jornalista irlandesa                                                                                         |             |
|        | Karima Baloch              | Paquistão                                    | ativista de direitos humanos paquistaneses                                                                   |             |
|        | Kartika Jahja              | Indonésia                                    | atriz e cantora indonésia                                                                                    |             |
|        | Katherine Johnson          | Estados Unidos                               | matemática, física e cientista espacial norte-americana                                                      |             |
|        | Kathy Murray               | Estados Unidos                               | coach de relacionamento                                                                                      |             |
|        | Khadija Ismayilova         | Azerbaijão União Soviética                   | jornalista investigativa e apresentadora de rádio do Azerbaijão                                              |             |
|        | Lhakpa Sherpa              | Nepal                                        | montanhista nepalesa                                                                                         |             |
|        | Liliane Landor             | Reino Unido                                  | jornalista británica                                                                                         |             |
|        | Liv Little                 | Reino Unido                                  | jornalista britânica                                                                                         |             |
|        | Lois Strong                | Estados Unidos                               | Líder de torcida                                                                                             |             |
|        | Lubna Tahtamouni           | Jordânia                                     | bióloga jordana                                                                                              |             |
|        | Lucy Finch                 | Malawi                                       | Enfermeira do Malawi                                                                                         |             |
|        | Mallika Srinivasan         | Índia                                        | Chairman e CEO da Tractors and Farm Equipment Limited, empresa de tratores da Índia                          |             |
|        | Mao Kobayashi              | Japão                                        | apresentadora de notícias e atriz japonesa                                                                   |             |
|        | Maria Zakharova            | Rússia                                       | diretora do Departamento de Informação e Imprensa do Ministério dos Negócios Estrangeiros da Federação Russa |             |
|        | Maria-Teresa Asplund       | Suécia                                       | ativista sueca                                                                                               |             |
|        | Mariana Costa Checa        | Peru                                         | empresária peruana                                                                                           |             |
|        | Marne Levine               | Estados Unidos                               | executiva de negócios americana                                                                              |             |
|        | Marta                      | Quénia                                       | sobrevivente de sequestro e estupro coletivo pelo al-Shabab                                                  |             |
|        | Marta Sánchez Soler        | México                                       | socióloga mexicana e ativista                                                                                |             |
|        | Marta Vieira da Silva      | Suécia Brasil                                | futebolista brasileira                                                                                       |             |
|        | Mary Akrami                | Afeganistão                                  | diretora do Centro Afegão para o Desenvolvimento de Competências de Mulheres                                 |             |
|        | Megan Beveridge            | Reino Unido                                  | soldada británica                                                                                            |             |
|        | Mercedes Doretti           | Argentina                                    | antropóloga argentina                                                                                        |             |
|        | Mia Yim                    | Estados Unidos                               | lutadora profissional norte-americana                                                                        |             |
|        | Morena Herrera             | El Salvador                                  | feminista salvadorenha e ativista dos direitos das mulheres                                                  |             |
|        | Nadia Khiari               | França Tunísia                               | cartunista tunisiana                                                                                         |             |
|        | Nadiya Hussain             | Reino Unido                                  | padeira, colunista, autora e apresentadora de televisão britânica                                            |             |
|        | Naema Ahmed                | Paquistão                                    | gerente de inicialização do comércio eletrônico                                                              |             |
|        | Nagira Sabashova           | Quirguistão                                  | lutadora profissional quirguiz                                                                               |             |
|        | Natalia Ponce de León      | Colômbia                                     | ativista colombiana                                                                                          |             |
|        | Nay el-Rahi                | Líbano                                       | jornalista libanesa                                                                                          |             |
|        | Neha Singh                 | Índia                                        | ativista indiana                                                                                             |             |
|        | Omotade Alalade            | Nigéria                                      | Especialista em infertilidade nigeriana e empresária social                                                  |             |
|        | Ou Xiaobai                 | China                                        | empresária e desenvolvedora de apps chinesa, criou o iHomo                                                   |             |
|        | Pashtun Rahmat             | Afeganistão                                  | policía afegã                                                                                                |             |
|        | Paula Hawkins              | Reino Unido                                  | escritora britânica nascida no Zimbabwe                                                                      |             |
|        | Pratibha Parmar            | Reino Unido                                  | cineasta britânica que trabalha como diretora, produtora e escritora                                         |             |
|        | Rachida Dati               | França Argélia Marrocos                      | política francesa                                                                                            |             |
|        | Rahim Redcar               | França                                       | cantor francês                                                                                               |             |
|        | Rakefet Russak-Aminoach    | Israel                                       | CEO do banco israelense                                                                                      |             |
|        | Rebecca Walker             | Estados Unidos                               | escritora, feminista e ativista norte-americana                                                              |             |
|        | Renee Rabinowitz           | Estados Unidos Bélgica Israel                | psicóloga e advogada israelense-americana                                                                    |             |
|        | Riham El Hour              | Marrocos                                     | cartunista marroquina                                                                                        |             |
|        | Saalumarada Thimmakka      | Índia                                        | ambientalista indiana centenária, que plantou e cuida de 384 árvores banyan                                  |             |
|        | Seyhan Arman               | Turquia                                      | atriz turca                                                                                                  |             |
|        | Sherin Khankan             | Predefinição:Country data Reino da Dinamarca | iman dinamarquesa e ativista dos direitos das mulheres                                                       |             |
|        | Shirin Gerami              | Irão                                         | nadadora iraniana                                                                                            |             |
|        | Shriti Vadera              | Reino Unido                                  | banqueira de investimentos e política britânica                                                              |             |
|        | Sian Williams              | Reino Unido                                  | jogadora de râguebi de quinze británica                                                                      |             |
|        | Simone Biles               | Estados Unidos Belize                        | ginasta estadunidense                                                                                        |             |
|        | Stephanie Harvey           | Canadá                                       | canadense jogadora profissional de Counter-Strike                                                            |             |
|        | Sunny Leone                | Canadá Estados Unidos                        | dançarina, empresária e modelo indo-canadense                                                                |             |
|        | Thuli Madonsela            | África do Sul                                | advogada sul-africana                                                                                        |             |
|        | Traci Houpapa              | Nova Zelândia                                | Empresária da Nova Zelândia                                                                                  |             |
|        | Um-Yehia                   | Síria                                        | enfermeira da Síria                                                                                          |             |
|        | Viktoria Modesta           | Reino Unido Letónia                          | cantora e modelo profissional da Letônia                                                                     |             |
|        | Winnie Harlow              | Canadá                                       | modelo canadiana                                                                                             |             |
|        | Yasmine Mustafa            | Estados Unidos                               | empreendedora estadunidense nascida no Kuwait                                                                |             |
|        | Yuliya Stepanova           | Rússia                                       | atleta russa                                                                                                 |             |
|        | Zoleka Mandela             | África do Sul                                | escritora, ativista sul-africana, neta de Nelson Mandela                                                     |             |
|        | Zulaikha Patel             | África do Sul                                | ativista da África do Sul                                                                                    |             |

∑ 100 items.